# Kausea Natano
Kausea Natano (n. 5 iulie 1957, Funafuti, Tuvalu) este un politician tuvaluan care ocupă funcția de prim-ministru al Tuvalu din 19 septembrie 2019. El este, de asemenea, deputat pentru circumscripția Funafuti, fiind și viceprim-ministru al țării și ministru pentru comunicații în cabinetul fostului prim-ministru Willy Telavi.
Înainte de a intra în politică, Natano a fost directorul vămii din Tuvalu și a servit și ca secretar asistent în ministerul finanțelor și planificării economice. Este căsătorit cu Selepa Kausea Natano.
După alegerile generale din 2019 din 19 septembrie 2019, membrii parlamentului l-au ales pe Natano ca prim-ministru cu o majoritate de 10-6.

## Cariera politică
Din 2002, Natano a fost ales de mai multe ori în Parlamentul Tuvalu.
Înainte de alegerile din 2006, el fusese membru al opoziției, dar odată cu modificările aduse de alegerea parlamentului, el spera să formeze o nouă coaliție de susținători.
A fost unul dintre cei șapte membri aleși în alegerile din 2006, în care a primit 340 de voturi. El este deputat pentru circumscripția Funafuti, capitala țării, alături de Kamuta Latasi, care a fost, de asemenea, reales în 2006. În urma alegerilor, a fost numit ministru pentru utilități publice și industrii în cabinetul premierului Apisai Ielemia.
A fost reales în Parlament la alegerile generale din 2010. Apoi a fost candidat la funcția de prim-ministru și a primit șapte voturi din partea deputaților, fiind astfel învins îndeaproape de Maatia Toafa, care a primit opt. În decembrie 2010, guvernul lui Toafa a fost demis printr-o moțiune de neîncredere, iar Willy Telavi a devenit prim-ministru. Natano a fost printre cei care l-au susținut pe Telavi, asigurându-i acestuia fotoliul de prim-ministru. La numirea cabinetului său la 24 decembrie, Telavi l-a numit pe Natano în funcția de ministru al comunicațiilor. De asemenea, a fost numit vicepremier.ref>"Composition du gouvernement des îles Tuvalu" Arhivat în 8 ianuarie 2014, la Wayback Machine., French Ministry of Foreign and European Affairs, 23 September 2011</ref>
După îndepărtarea premierului Telavi de către guvernatorul general Sir Iakoba Italeli la 1 august 2013 în contextul unei crize politice (Telavi a căutat să guverneze fără sprijinul Parlamentului), Natano și restul Cabinetului au fost demiși din funcție o zi mai târziu de Parlament, unde opoziția avea acum o majoritate clară.
Natano a fost reales în alegerile generale din 2015 și apoi în cele din 2019.